# 南中ソーラン
南中ソーラン（なんちゅうソーラン）は、民謡歌手の伊藤多喜雄が北海道の民謡であるソーラン節をアップテンポにアレンジした曲を用いた踊りの通称名。北海道の稚内市立稚内南中学校の教員と生徒が考案した事が名前の由来である。アレンジされ派生したパターンも含め、国内の学校の運動会や体育祭等で広く踊られる事で知られる。報道、TVドラマ、映画などにより「学校を再生したソーラン節」として学校や教育関係者以外にも知られる事になり、小学校の運動会や中学校・高等学校の体育祭や文化祭で採り入れられ始め、全国に広がる。現在では大学や学校以外のサークルでも踊られ、様々にアレンジされている。学校によっては「○○ソーラン」と自校名をネーミングにした踊りが行なわれている。現在南中で使用される曲は、伊藤が「TAKiOのソーラン節」をアレンジした「TAKiO'S SOHRAN2」である。

## 通称の由来
稚内南中学校では当初「ソーラン」と呼称していたが、全国の学校で踊られる過程で「南中ソーラン」と通称されるようになり、平成12年から同校でも「南中ソーラン」と呼称するようになる。

## 歴史
1984年（昭和59年）をピークに稚内南中学校は約3年間、授業崩壊、校内暴力やいじめ、生徒の犯罪が頻発するといった状況下にあった。学校再生の土台ができあがった1985年に第1回文化活動発表会が開催、事態が収束した翌年の文化活動発表会にて「沖揚げ音頭（にしん沖揚げ音頭から<ソーラン節>）」を郷土芸能部の生徒が演舞した。正調のソーラン節は、漁業が基幹産業である稚内市の親や地域住民に好評であったが、テンポが遅く歌詞も古臭いから、という理由で生徒には不評であった。 
1991年（平成3年）にテレビコマーシャルでロック調にアレンジされたソーラン節を耳にした教員が「これは子どもに間違いなく受ける」と直感した。その曲は伊藤多喜雄の「TAKiOのソーラン節」であった。
当時、正調ソーラン節には教本があったがロックソーランには無く、教員がニシン漁の所作から踊りの振り付けを考案、生徒の意見も反映され、新しいソーラン節は同年の文化活動発表会で演舞された。路上パフォーマンス集団の一世風靡セピアのビデオなども参照したという。
1992年（平成4年）NHK北海道スペシャル「多喜雄歩いてライブ」取材中に、運転手をしていた市の職員、宿泊していた奥田屋旅館で、自身のソーラン節を踊る中学校があると聞き訪れる。番組の中でも紹介し、番組の最後でジョイントコンサートを行う。収録の次の日NHK旭川は稚内南中学校で、伊藤多喜雄＆TAKiOBAND音楽鑑賞会を催した。その後、伊藤多喜雄の推薦により、第9回日本民謡民舞大賞（主催：テレビ東京）に出場し、当時、自身の複数の作品の振り付けなどを依頼していた、新進気鋭の舞踊家春日寿升に頼んだ。伊藤は「TAKiOのソーラン節」を大会用の分数にアレンジした曲を提供た。春日は振り付けの再構築や新しい体系を編み出し、本腰の入ったプロの素晴らしい指導により、大会で審査員奨励賞を受賞。国際交流基金の招聘でエジプト公演中だった伊藤一行はナイル川のほとり国際電話によって結果を知る。当日のボーカルは伊藤多喜雄の敬愛する民謡歌手二代目鈴木正夫が代役を勤めた。
1993年（平成5年）に出場した第10回大会ではグランプリ（内閣総理大臣賞）を受賞。全国的に中学校が荒れていた時期であったため、番組中で「過去に荒れた中学校だった」というナレーションがあり、その後テレビ東京はドキュメンタリー番組「ドキュメンタリー人間劇場　青春ソーラン節」を放送する。この時、伊藤多喜雄＆TRYIN'TIMESが歌唱演奏した。
1998年（平成10年）には同校とソーランを題材にした映画「稚内発-学び座」（制作：グルーヴキネマ東京　主演：安達祐実）が制作され、新聞で複数報道されたため劇場公開前に自治体やPTA団体を中心に自主上映活動が広まった。
1999年（平成11年）放送のTBS系のテレビドラマ3年B組金八先生第5シリーズは、「南中ソーラン」を文化祭で発表する構成で、第6・第7シリーズまで文化祭で南中ソーランに取り組む脚本となった。第7シリーズ最終回では河川敷にてフルバージョンの踊りのシーンが盛り込まれ、視聴率19.2%を記録した（視聴率は関東地区・ビデオリサーチ調べ）。振り付け指導は春日が行なっている。
2003年（平成15年）、伊藤は曲目「TAKiOのソーラン節」にて第54回NHK紅白歌合戦に出場、生徒の演舞が稚内市より同時中継される。

## ソーランと学校再生の関係
稚内市立稚内南中学校のホームページより「南中ソーランは荒れの中で生まれた」「ソーランで学校が良くなった」というのは違い、「書籍や映像で南中ソーラン誕生の歴史がドラマチックに脚色されているが、大変に厳しかった学校再生を経て、さらに学校が落ちついた時『南中ソーラン』を誕生させた」が事実である。映画『稚内発-学び座』ではソーランを通じて学校と生徒と地域がまとまり再生していくシナリオとなっているが、制作したグルーヴキネマ東京は「事実を基に再構成した物語」としている。

## 著作権
稚内南中学校のソーランを再構成し振り付け指導した舞踊家、春日寿升のホームページには、営利目的利用の禁止・使用許可・無許可指導禁止など著作権上の注意点の記述がある。春日流の指導を受けなければ、この踊りを踊ってはいけないという春日流の主張により、公益性を求めた株式会社伊藤多喜雄音楽事務所と意見の決裂、現在も関係は修復できていない。
踊りの解説するDVD「元祖これが南中ソーランだ！」発売元 テレビ東京